# Гирьянский сельсовет
Гирьянский сельсовет — сельское поселение в Беловском районе Курской области Российской Федерации.
Административный центр — деревня Гирьи.

## История
Статус и границы сельского поселения установлены Законом Курской области от 21 октября 2004 года № 48-ЗКО «О муниципальных образованиях Курской области»

## Транспорт
По территории сельсовета проходит железнодорожная ветка Льгов-Суджа-Готня и расположена станция Псёл.

## Население
| 2002  | 2010  | 2012  | 2013  | 2014  | 2015  | 2016  |
| ----- | ----- | ----- | ----- | ----- | ----- | ----- |
| 1679  | ↗2373 | ↘2273 | ↘2221 | ↘2182 | ↘2132 | ↘2108 |
| 2017  | 2018  | 2019  | 2020  | 2021  |       |       |
| ↘2103 | ↘2063 | ↘2023 | ↘2004 | ↘1758 |       |       |

## Состав сельского поселения
| № | Населённый пункт | Тип населённого пункта          | Население |
| - | ---------------- | ------------------------------- | --------- |
| 1 | Гирьи            | деревня, административный центр | ↘1465     |
| 2 | Камышное         | село                            | ↘467      |
| 3 | Крупец           | село                            | ↘186      |
| 4 | Песчанский       | посёлок                         | ↘255      |